# پرچم ژاپن
پرچم ملی ژاپن یک پرچم مستطیلی سفید رنگ است که دایره سرخ توپری به نشانهٔ خورشید در میانهٔ آن است. این پرچم به زبان ژاپنی نیش. شو. کی (به ژاپنی: 日章旗) است و معنی آن پرچم خورشید نشان یا پرچم خورشید تابان است. این پرچم با نام هینو مارو (به ژاپنی: 日の丸) به معنای «دایرهٔ خورشید» نیز شناخته می‌شود.
جالب است بدانید که برخلاف باور بسیاری از مردم، پرچم ژاپن سفید و قرمز نیست، بلکه سفید و زرشکی است. بزرگترین پرچم ژاپن در آرامگاهِ ایزومو در استان شیمانه ژاپن قرار دارد. ابعاد این پرچم ۹ متر در ۱۳٫۶ متر بوده و با سطح زمین ۴۷ متر فاصله دارد. وزن این پرچم عظیم الجثه ۴۹ کیلوگرم می‌باشد.
پرچم طلوع خورشید در سال ۱۸۷۰ میلادی به عنوان پرچم ملی ژاپن انتخاب شد، اما از آنجایی که این پرچم مضمونِ نظامی گری و طرفداری از حکومت امپراتوری دارد، دیگر امروزه توسط دولت ژاپن استفاده نمی‌شود. بعد از شکست ژاپن در جنگ جهانی دوم و پایان جنگ، معاهدۀ سانفرانسیسکو استفاده از این پرچم توسط نیروی دفاع ژاپن را ممنوع اعلام کرد. با این حال، این پرچم همچنان بر روی بسته بندی محصولات تجاری دیده می‌شود و نیروهای دفاع ژاپن از آن استفاده می‌کنند. کشورهای چین و کره جنوبی نسبت به این پرچم حساس بوده و آن را توهین آمیز می‌دانند.
رنگ سفید نمادِ خلوص و صداقت بوده و رنگ زرشکی به معنای پاک دلی و عشق می‌باشد. از آنجایی که ژاپنی‌ها برای طراحی آثار گرافیکی در هر نوعی رویکردی عمیق و فلسفی دارند، بسیار برای طراحی پرچم خود ارزش قائل هستند و آن را برای سادگی، کنتراست چشمگیر و نمادگرایی مطلوبش ستایش می‌کنند. نمادِ خورشیدِ سرخ در مرکز این پرچم با پس زمینۀ سفیدرنگ و «سردِ» آن کنتراست قابل توجهی را به وجود آورده است و همچنین نمادِ دایره‌ای خورشید با شکل مستطیلی پرچم تضاد جالبی دارد. در حالت رسمی، میله ای که برای برافراشتن پرچم ژاپن استفاده می‌شود تماماً از چوب بامبویِ طبیعی و سخت ساخته شده است و قبۀ پرچم نیز یک توپ طلایِ درخشان می‌باشد.